# Ilha de Uno
Ilha de Uno är en ö i Guinea-Bissau. Den ligger i den sydvästra delen av landet, 100 km sydväst om huvudstaden Bissau. Arean är 104 kvadratkilometer.
Terrängen på Ilha de Uno är mycket platt. Öns högsta punkt är 35 meter över havet. Den sträcker sig 10,9 kilometer i nord-sydlig riktning, och 14,9 kilometer i öst-västlig riktning.